# سيناراديس (كيركيرا)
{{coord|39|33|52|N|19|50|46|E|region:GR_type:city(1216)}}
سيناراديس (Σιναράδες) هي مدينة في كيركيرا في مقاطعة كينتريكي إلادا في اليونان.